# オズワルド・テシモンド
オズワルド・テシモンド（Oswald Tesimond、1563 - 1636年8月23日）はイングランドのイエズス会の神父。イタリアではフィリップ・ボーモント（Philip Beaumont / Beamond / Bémont）と名乗り、イングランドで活動していた際はグリーンウェイ神父（Father Greenway）とも名乗っていた。1605年の火薬陰謀事件において直接関与してはいなかったが、首謀者ロバート・ケイツビーと親しかったために事前に計画の一部を知っていた。事件発覚後、陰謀はイエズス会が黒幕だとイングランド政府が断定したことで上役にあたるヘンリー・ガーネット神父らと共に指名手配を受け、国外へ逃亡した。故郷に戻れることは二度となくサントメールやナポリなど様々な場所で過ごし、1636年8月23日に73歳で亡くなった。

## 前半生

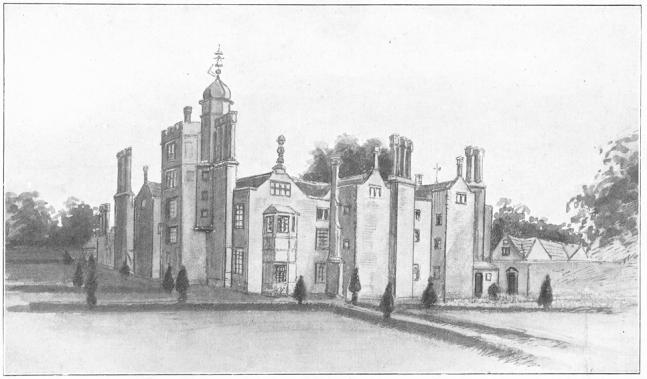
ハインドリップ・ホール

テシモンドの出生はノーサンバーランドかヨークと思われる。ホース・フェイルにある学費のかからないウィリアム・アンド・メアリー王立学校で教育を受けた。この時の同級生にはガイ・フォークスや、クリストファーとジョンのライト兄弟など後に火薬陰謀事件に深く関わる者や、同じくイエズス会の神父となり、イングランドで布教を行ったエドワード・オールドコーンがいた。1580年、17歳のときにローマのイングリッシュ・カレッジに入学した。ここで3年間哲学を学んだ後、イエズス会の庇護者であるジョヴァンニ・モローネ枢機卿の許可を受けて1584年4月にイエズス会に入会した。
テシモンドは20代のほとんどをフィリップ・ボーモント（Philip Beaumont / Beamond / Bémont）という名でイタリアで過ごした。その後、メッシーナで神学などを学び、その後は哲学を教えた。英国伝道に出発する前の1587年11月に司祭叙階された（正式に神父となった）。1598年3月9日にグラーブゼンドに到着した。エドワード・オールドコーンとともに、「グリーンウェイ神父」の名でウスターシャーとウォリックシャーで8年間、主にハインドリップ・ホールを拠点に宣教師として働いた。1603年10月28日に彼はイエズス会士だと公示された。

## 火薬陰謀事件
1603年、カトリックに対し苛烈な政策をとったエリザベス女王が亡くなり、スコットランド王ジェームズ6世が、ジェームズ1世として後を継ぐことが決まった。イングランドにおけるイエズス会の要人であるヘンリー・ガーネット神父含めて、多くのカトリック教徒はジェームズが自分たちに寛容な政策を行うと期待した。しかし、1604年初頭には司祭の国外追放や国教忌避者に対する罰金が再開され、カトリック教徒達に失望が広がった。その一人である過激派のロバート・ケイツビーは議会開会式にて議場を爆破してジェームズ及び政府要人をまとめて暗殺し、また同時にミッドランズ地方で反乱を起こしてカトリックの傀儡君主を立てることを計画した（火薬陰謀事件）。
テシモンドはこの暗殺計画に直接加担してはいなかったが、懺悔室（告解）において計画者から内容を知らされていた。この告解者とは首謀者であるケイツビーで間違いないと思われる。ケイツビーは一般論として無実の人間も巻き込んで殺してしまうことの道徳性についての回答を求めていた。この時、テシモンドはオランダ独立戦争（八十年戦争）のことだと思い答えたが、後に不安となった。そこでテシモンドはこれを上役のヘンリー・ガーネット神父に相談した。教会法では告解で得た情報には守秘義務が課され、これもその対象にあたるとガーネットは判断したが、テシモンドはケイツビーを説得するように促した。後にガーネットはケイツビーに教皇は信仰のために暴力を用いることを望んでいないと説得を試みたが、ケイツビーの決意を翻すには至らなかった。テシモンドとガーネットは告解の守秘義務を前提にこの陰謀計画を当局に通報しなかったが、これはイングランドの法には反していた。
1605年11月7日。テシモンドはガーネットと共にコートンコートに滞在していたが、そこにケイツビーの使用人で計画の一味であるトマス・ベイツが訪ねてきた。ベイツはガーネット宛てのケイツビーの手紙を携えており、そこには計画が当局に露見したこと、ミッドランズでの反乱に助力して欲しいとあった。ベイツによればこの時、テシモンドは「我々は完全に破滅した」と叫んだという。ガーネットは協力を断るとテシモンドと共に急いでその場から去った。
それから数日の間に当局は計画に加担した者たちを捕捉し、ケイツビーのように戦闘で死亡するか、生きたまま捕縛されてロンドンに移送された。囚人には時に拷問を伴う尋問が行われ、この中でベイツは保身からイエズス会が関わっていたと自白した（ベイツ以外の者はイエズス会が関わっているとは言わなかった）。特に1606年1月13日の尋問では11月7日にコートンコートでガーネットやテシモンドと会ったことなども明かした。これらベイツの自白は、国王秘書長官ロバート・セシルが火薬陰謀事件をイエズス会の仕業とするのに大いに役立った。しかし、計画の主要メンバーではなかったベイツの証言の信憑性には疑問があり、後に死刑が回避できないと知ると彼は一部の証言を撤回している。計画を詳しく知っていたトマス・ウィンターは処刑に際してすべてのイエズス会士（特にテシモンド）が計画にいかなる関与も助言もしてはいないと述べていた。
1月26日に行われた裁判においては事件はイエズス会の陰謀とされ、首謀者ケイツビーよりも先に罪人として名を挙げられたのはガーネット、テシモンド、ジェラードであった（3人は捕まっておらず、被疑者不在で審理が進められた）。

## 国外逃亡
テシモンドの逮捕状は1606年1月15日に公示され、これには彼の特徴が記されている。「身長はそれなりにあり、髪は黒く、褐色の髭を頬に近いところで切り、顎に広く残している。顔は面長で痩せているが顔色はよく赤い。鼻はやや長く、先が尖っている。腕は細くて指が長く、体はほっそりとしている。また足は均整がとれてやや長くスレンダーである」（テシモンドの逮捕状からの抜粋）。
テシモンドは逃げ切った。ロンドンの巡視兵の目を逃れ、エセックスとサフォークの隠れ家に辿り着いた。そこから豚の死体を積んだ運搬船の所有者になりすまし、カレーまで航海した。その後、ブローニュを経て、サントメールに向かった。一方、ガーネットは1月26日に発見され、5月3日に処刑された。

## 後半生
サントメールで数年過ごしたテシモンドは火薬陰謀事件に関する叙事文を記した。イタリア語で書かれたこの文章は火薬陰謀事件に関する最も詳細で完全な記録の一つと思われる。ただ、無名の世俗司祭による別のラテン語の記録が基になっている可能性もある。この記録はイエズス会本部に情報提供するためローマに送られた。
その後、1617年からメッシーナの学務長官兼領事となった。1621年はほとんどローマに滞在していたり、別の閑職を兼務していたこともあったが、長年その地位にあった。その後、イタリアのナポリに移住し、1636年に亡くなった。
このことはエドウィン・リッチ卿がジェームズ1世に宛てた手紙にも記されており、テシモンドから毒が仕込まれている可能性がある衣服などの贈り物を受け取らないよう警告していた。このように火薬陰謀事件後のイングランドでは未だ警戒心が高かった。